# ایرانیکا آنتیکوآ
ایران باستان یا ایرانیکا آنتیکوآ (به انگلیسی: Iranica Antiqua) ژورنالی است که مقالاتی در زمینه ایران باستان به زبان فرانسوی، انگلیسی و آلمانی منتشر می‌کند. این نشریه از سوی دانشکده هنر و باستانشناسی خاورنزدیک دانشگاه خنت در بلژیک منتشر می‌شود. بنیانگذار این ژورنال، رومن گیرشمن و لوئیس وندن برغ (به انگلیسی: Louis Vanden Berghe) در ۱۹۶۱ بوده‌است. ارنی هرنیک و برونو اورلت سردبیری این مجله را بر عهده دارند.
بنابر اعلام سایت رسمی، ژونال مقالات مختلی در زمینه «گزارش‌ها اولیه کاوش‌گری، مشارکت در مشکلات باستانشناسی، مطالعات جنبه‌های مختلف تاریخ، موسسات، دین، کتیبه، سکه‌شناسی و تاریخ هنر ایران باستان، همچنین تغییرات فرهنگی و رابته بین ایران و همسایگانش» منتشر می‌کند.